# 파트너 (1997년 영화)
"파트너"는 1997년에 개봉한 대한민국의 영화이다.

## 캐스팅
- 최재성 : 강훈 역
- 김보성 : 지우 역
- 김연주 : 소현 역
- 조경환 : 오 회장 역
- 허준호 : 실루엣 역
- 박준규 : 김 실장 역
- 장정국 : 강 반장 역
- 김세영 : 이 형사 역
- 김영인 : 서장 역
- 허기호 : 신 검사 역
- 이승현 : CF감독 역
- 김춘식 : 넙치 역
- 이해룡 : 국회의원 역
- 김영규 : 박민호 역
- 임윤희 : 재숙 역
- 이혜정 : 지영 역
- 안진수 : 박 형사 역
- 원응재 : 매니저 역
- 이철민 : 지우친구 역